# Bejzbolska palica
Bejzbolska palica je drvena ili metalna palica koja se rabi u bejzbolu. Dužina palice je određena i iznosi 1,1 m. Širina palice ne smije biti veća od 6,6 cm na dijelu palice kojom se udara lopta. Težine bejzbolske palice mogu varirati od 0,94 kg do 1 kg.